# 구축물
구축물(構築物)이란 땅에 설치되는 건축물 이외의 구조물을 의미한다.

## 구축물의 예

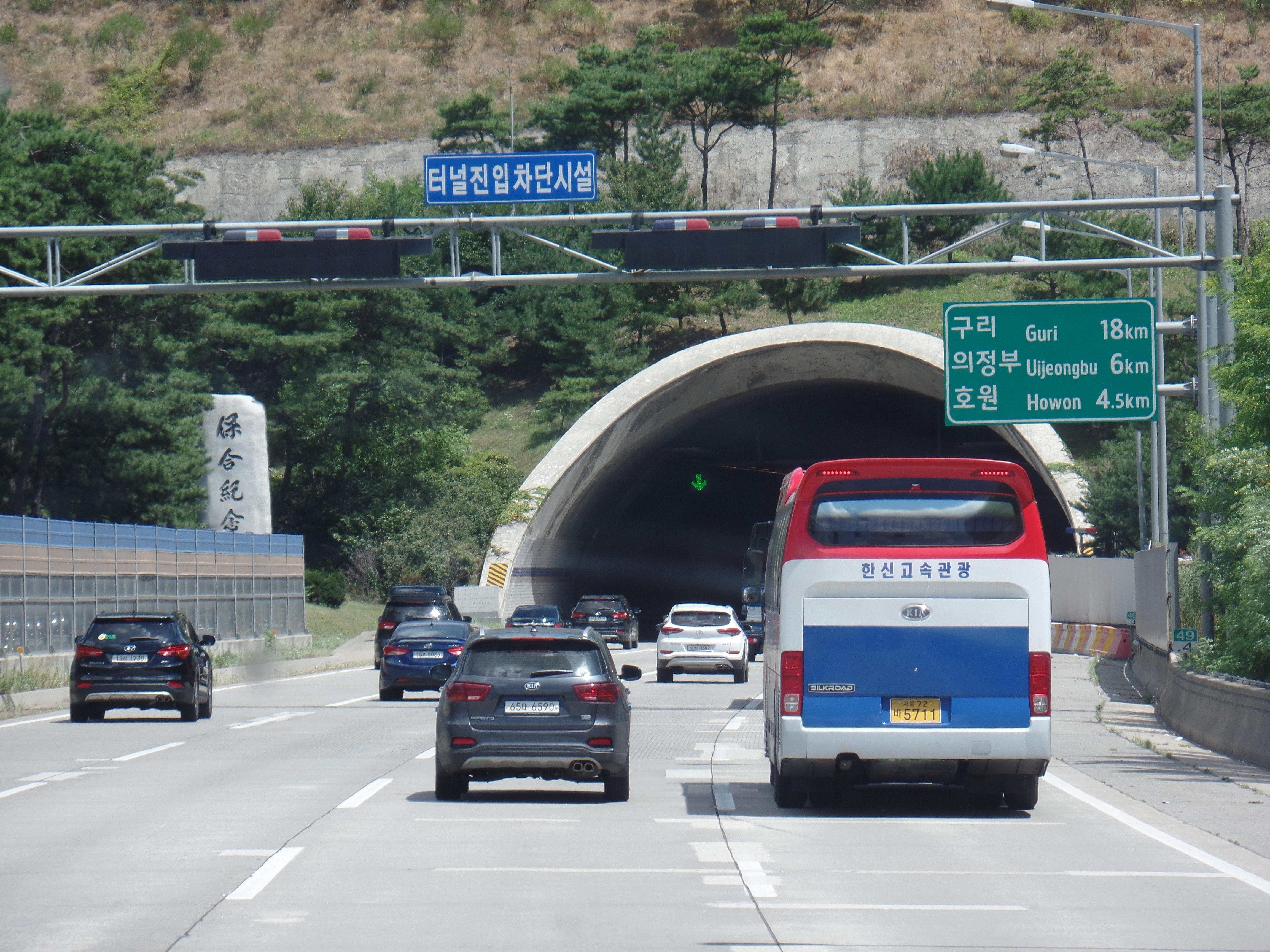
사패산터널

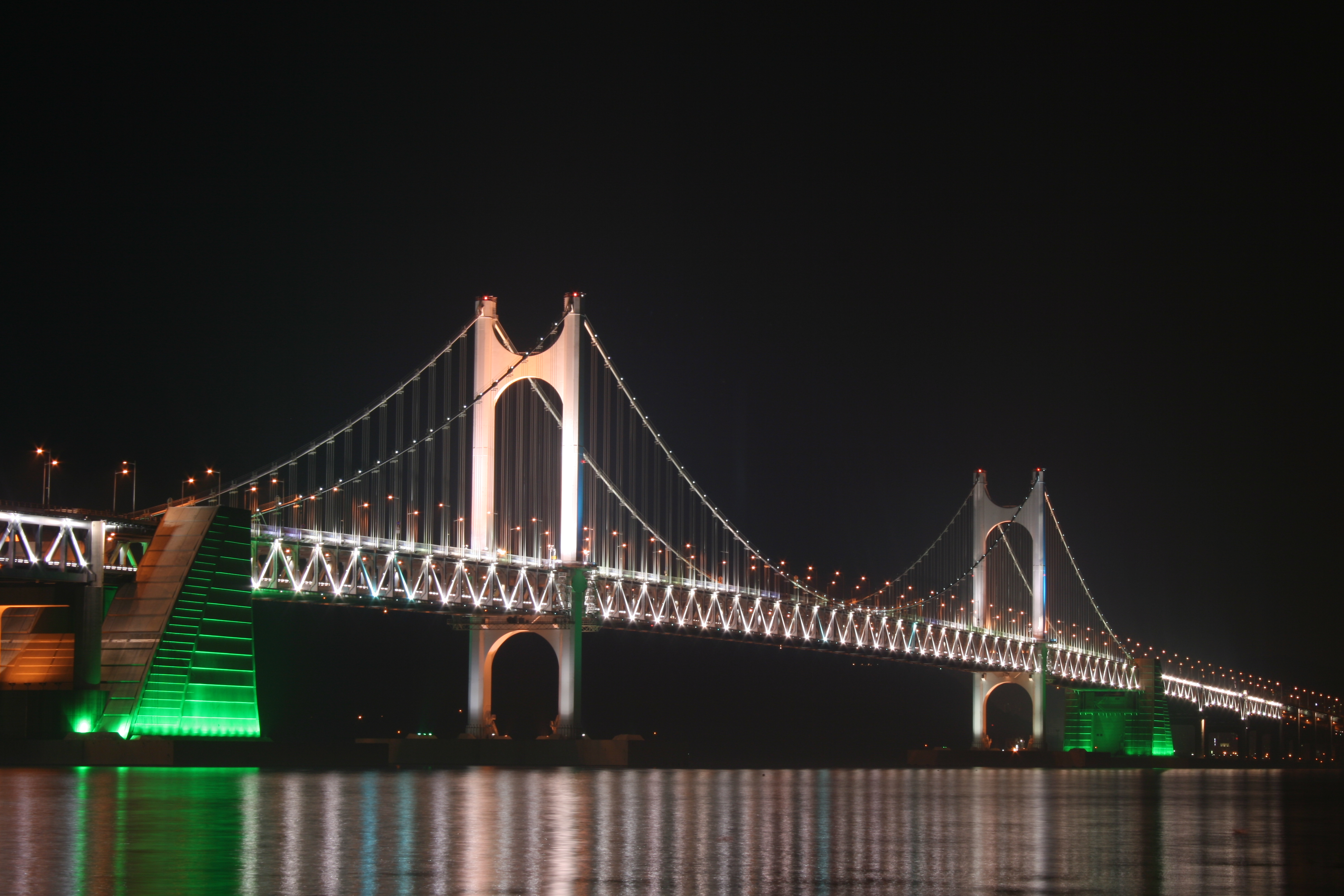
광안대교

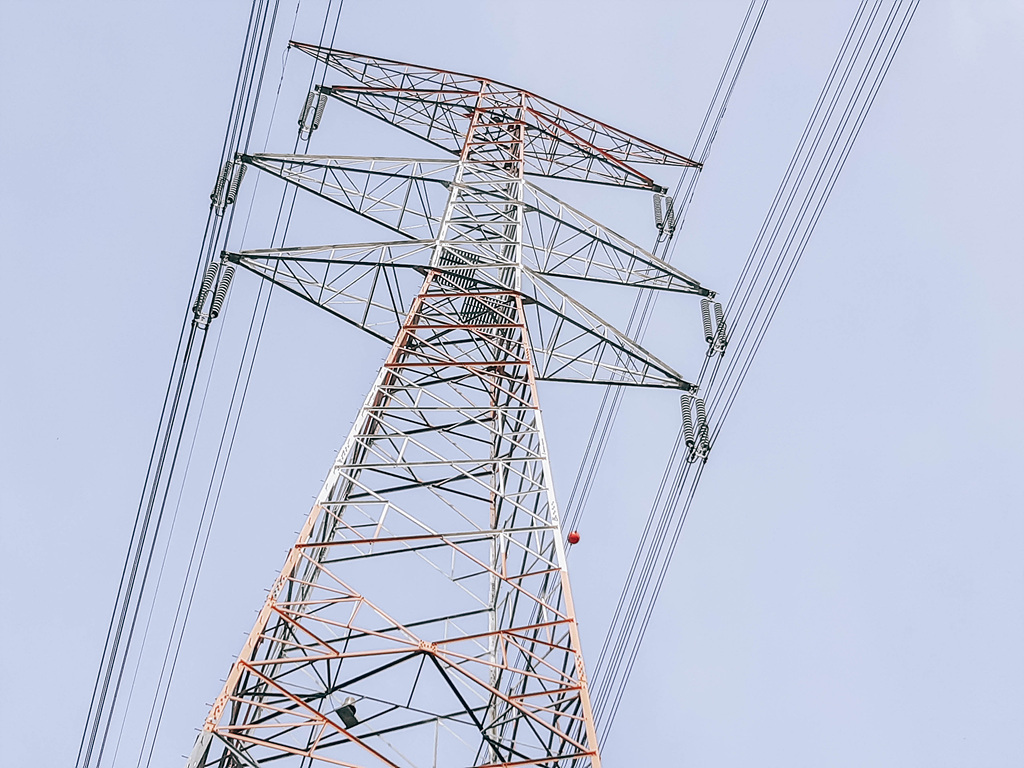
송전탑

- 굴뚝
- 도로
- 철도
- 교량
- 송전탑
- 터널
- 저수지
- 댐
- 수로
- 도랑
- 옹벽

## 같이 보기
- 건축공학